# Дарура
Дарура ( араб. ضرورة‎  ) — принцип исламской правовой теории, который используется в различных контекстах в качестве оправдания несоблюдения исламских правовых норм. Он получил формальное выражение в известной арабской правовой норме ад-арарурат тубих аль-махмурат (الررورات تبيح المحظورات / "Трудности делают запрещённое допустимым, нужда не знает запрета"), которая была введена в XV веке. Впервые она появилась в сборнике популярных хадисов. В XIX веке она была включена в Османскую Маджаллу в качестве статьи 21.
Обычно в контексте Корана этот принцип основывается на суре 2:173: «Но если человек окажется в затруднительном положении, не желая (чего-то запретного самостоятельно) или не совершая проступка, он не виновен. Бог милостив и готов прощать». Исключение, специально сформулированное здесь и в других строфах Корана (например, в суре 6:145) в отношении употребления нечистого мяса в случае угрозы голодной смерти, распространяется и на другие случаи в соответствии с принципом даруры по суждению по аналогии (кияс). Типичные случаи применения принципа даруры включают нарушение исламского запрета на употребление алкоголя для предотвращения физического вреда, например, употребление вина, когда существует риск удушья из-за того, что человек поперхнулся, а также произнесение богохульств под принуждением.
Принцип даруры освобождает мусульман от обязательных для них действий‌ без совершения греха, если ситуация вынуждает их так поступить. Он универсален и может касаться всего спектра действий‌ – от бытовых до религиозных и политических. Согласно Классическому руководству по исламскому праву (шафиитский мазхаб), глава r пункт 32.1: «Но человек оправдан, если возникает насущная физическая или религиозная потребность, для которой нет альтернативы, кроме как удовлетворить, поскольку необходимость освобождает его от любого правила». Глава с пункт 6.2: «Отступление от правил – это когда то, что обычно запрещено, становится допустимым из-за необходимости или нужды». Ссылаясь на принцип даруры, последователь может адаптироваться под любые условия жизни и пропускать обязательные молитвы, не соблюдать Рамадан и правила приёма пищи, связанные с Рамаданом, молиться без специальных условий‌, принимать в пищу любые продукты питания, не соблюдать рекомендуемый‌ дресскод.
Одним из первых исламских юристов, обсуждавших принцип даруры, был сириец Ханбали ибн Кудама аль-Макдиси (умер в 1223 г.). Он объяснил, что «позволительное затруднительное положение» (дарура мубиха) существует только тогда, когда существует реальная опасность, а не когда она просто предполагается (в последнем случае дарура является признанным правонарушением (амр мутабар)). Этот принцип получил своё первое монографическое изложение в книге «Теория религиозного права даруры в сравнении с позитивным правом» ( Nẓarīyat aḍ-ḍarūra aš-šar'īya muqārana ma'a 'l-qānūn al-waḍ'ī ), опубликованной в 1969 году сирийским учёным Вахба аз-Зухаили (1932 г.р.). В ней дарура представлена как теория, «которая охватывает все положения закона, из которого вытекают разрешение запрещённого и неисполнение предписанного». На самом деле, этот принцип можно применять ко всем случаям, но только при наличии определенных условий, которые необходимо рассматривать индивидуально. Сюда входит, в том числе, то, что чрезвычайная ситуация должна быть острой и не должно быть других разрешённых средств предотвращения ущерба. Поскольку критерии даруры «трудно определить с предельной точностью», говорит Зухаили, в конечном итоге решающее значение должны иметь внутреннее доверие и иджтихад человека, находящегося в затруднительном положении.
С 1980-х годов принцип даруры часто использовался в связи с вопросами медицинской этики, например, при религиозно-правовом обосновании трансплантации органов  или абортов.